# パトリック・マッケンナ
パトリック・マッケンナ (Patrick McKenna、1960年5月8日〜) は、カナダのコメディアンと俳優。彼は、アニメのテレビ番組「サイドキック」で「びっくりスケアリー」のネスターとパンプルムースの声で知らせています。

## 出演作品
- 1997年-1998年、サム&マックスの冒険 フリーランスポリス The Adventures of Sam & Max: Freelance Police - (ローン、一生の友達)
- 2003年、ザ・ミュージックマン The Music Man - (チャーリー・カウル)
- 2004年-2008年、アトミック・ベティ Atomic Betty - (クインシー・バレット)
- 2011年-2013年、びっくりスケアリー Scaredy Squirrel - (ネスター・ウィングナット)
- サイドキック - (パンプルムース)